# Biserica de lemn din Almașu Mic

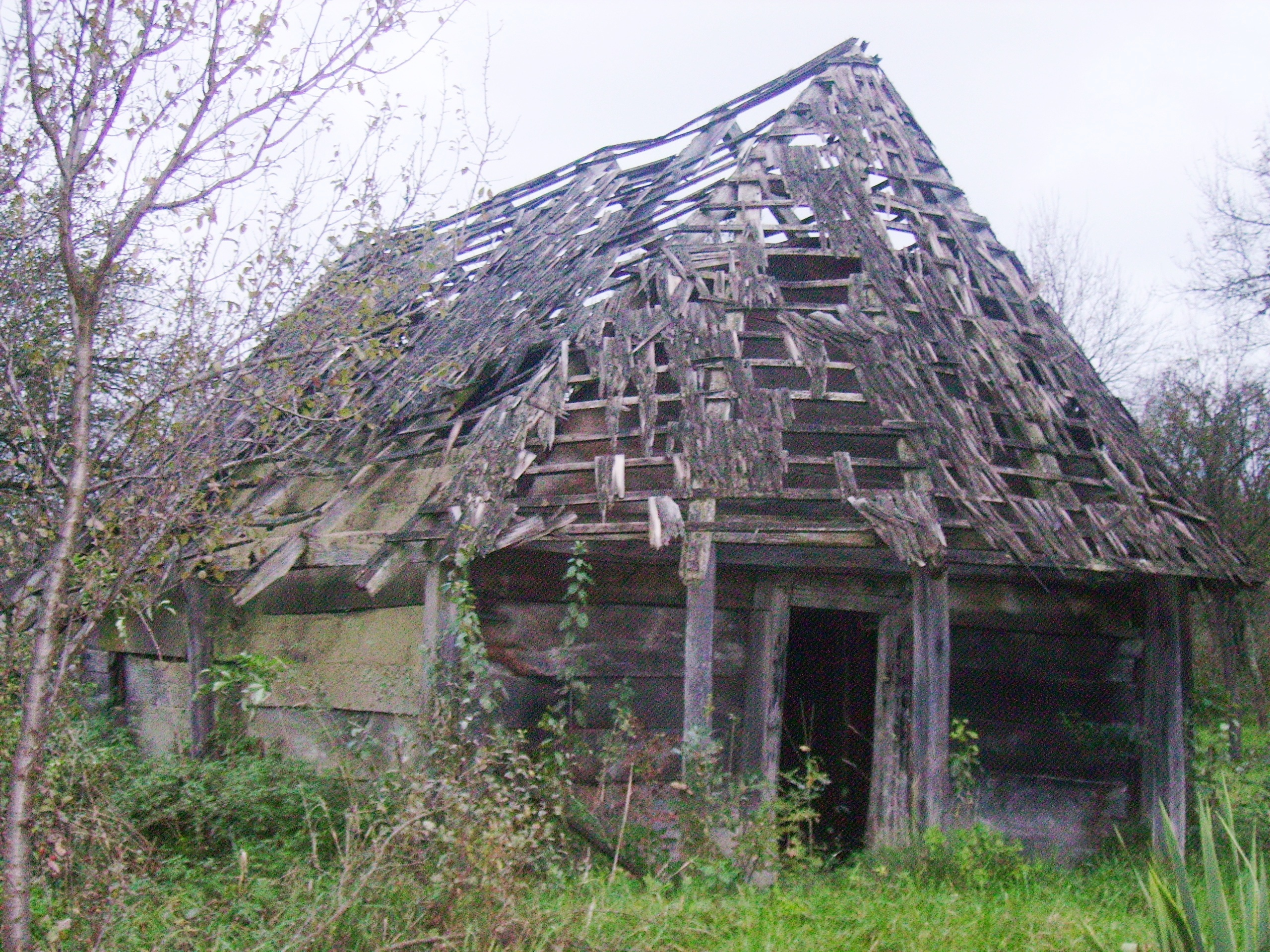
Biserica de lemn „Sfântul Ierarh Nicolae” din Almașu Mic, înainte de prăbușire.

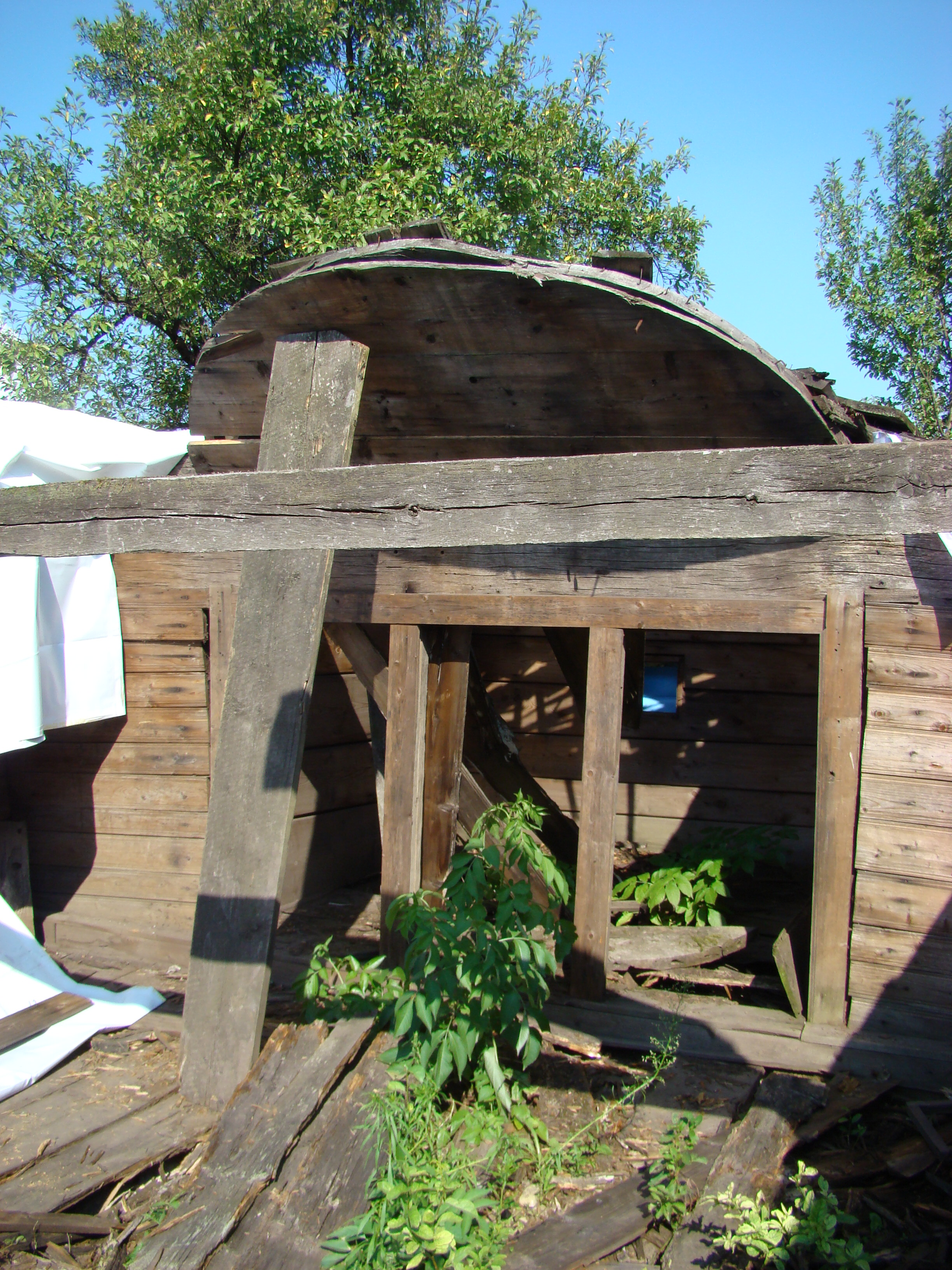
Biserica de lemn „Sfântul Nicolae” din Almașu Mic, comuna Pestișu Mic, județul Hunedoara, atât cât a mai rămas din ea, foto: august 2009. Cum inspirat scria o ziaristă „biserica mai înalță spre Dumnezeu numai niște pereți șubrezi precum coastele cadavrelor”.

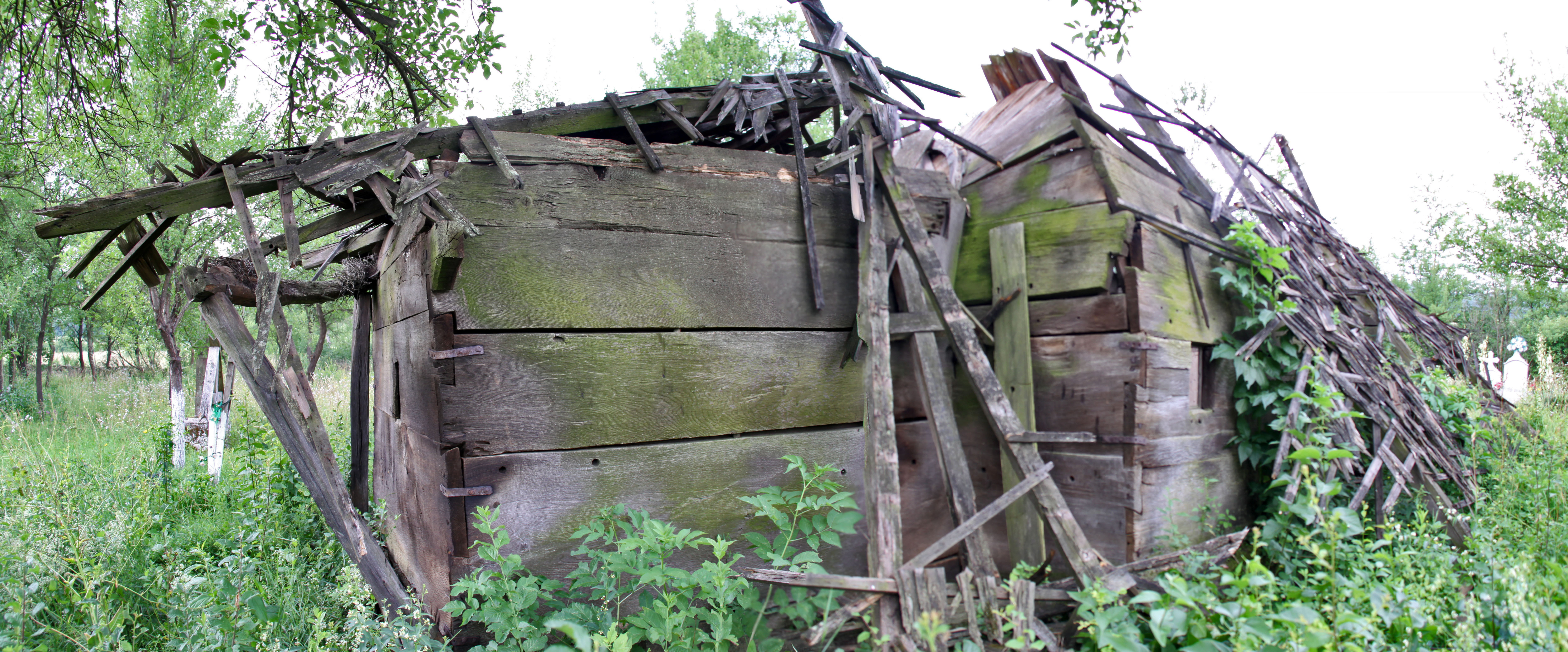
Pereţii bisericii sub acoperişul prăbuşit, foto: iunie 2009.

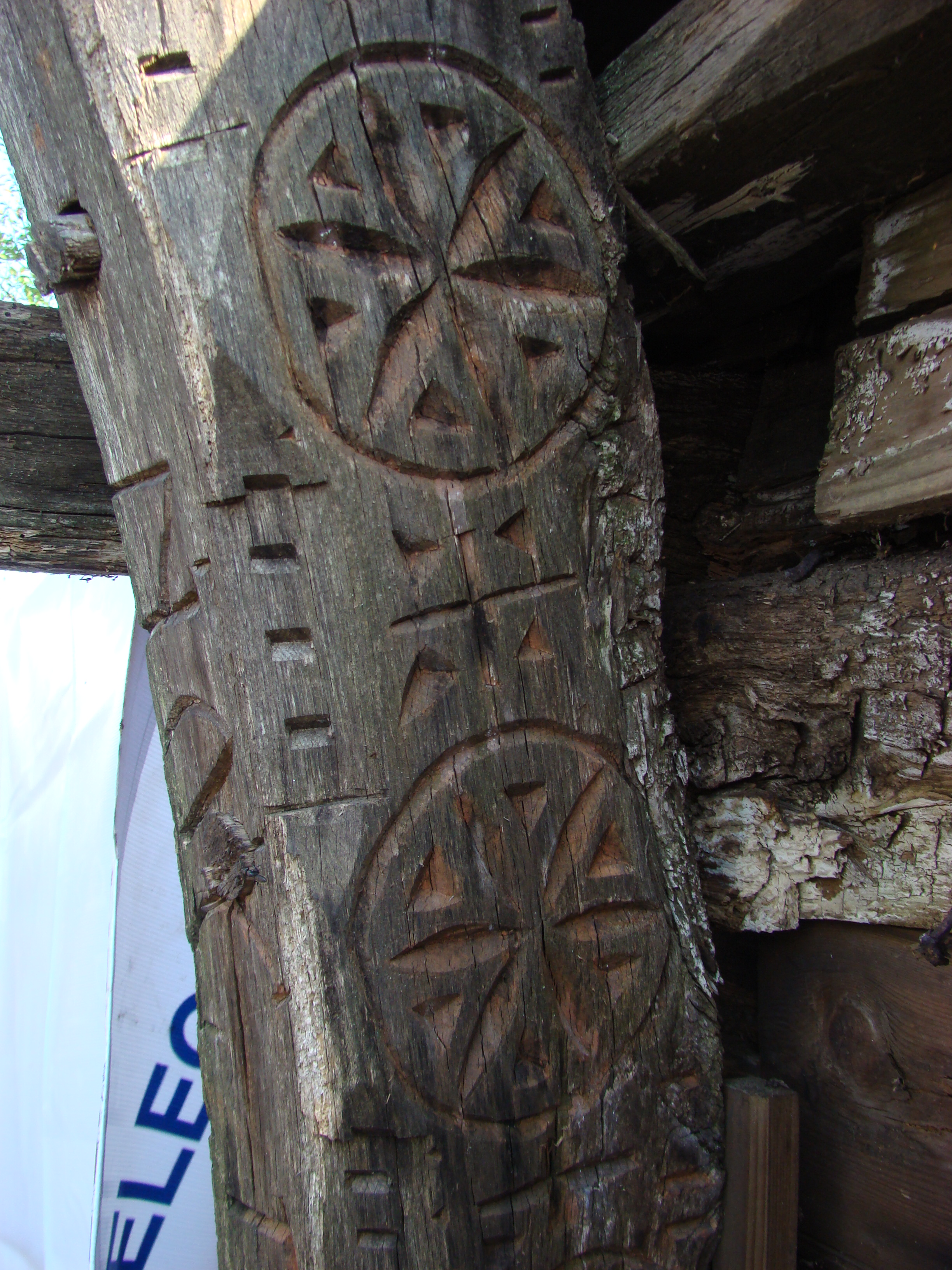
Decor tradiţional cu rozete pe arcul de sprijin al boltei.

Biserica de lemn din Almașu Mic, comuna Pestișu Mic, județul Hunedoara, aflată într-un stadiu avansat de ruină, a fost ridicată în anul 1624, fiind una dintre cele mai vechi biserici de lemn datate din Transilvania. Inscripția, cu referințe la un episod mai puțin cunoscut din trecutul românilor ardeleni, și structura neobișnuită disting această biserică de lemn între cele rămase în Transilvania, motivând salvarea ei, înainte de a fi prea târziu. Are hramul „Sfântul Nicolae” și figurează pe lista monumentelor istorice, cod LMI HD-II-m-B-03237.

## Istoric
Biserica de lemn din Almașu Mic păstrează pe grinda de sprijin a bolții o inscripție de datare mai puțin obișnuită. Textul inscripției prezintă un amestec de grafie latină cu chirilică în limba maghiară. 

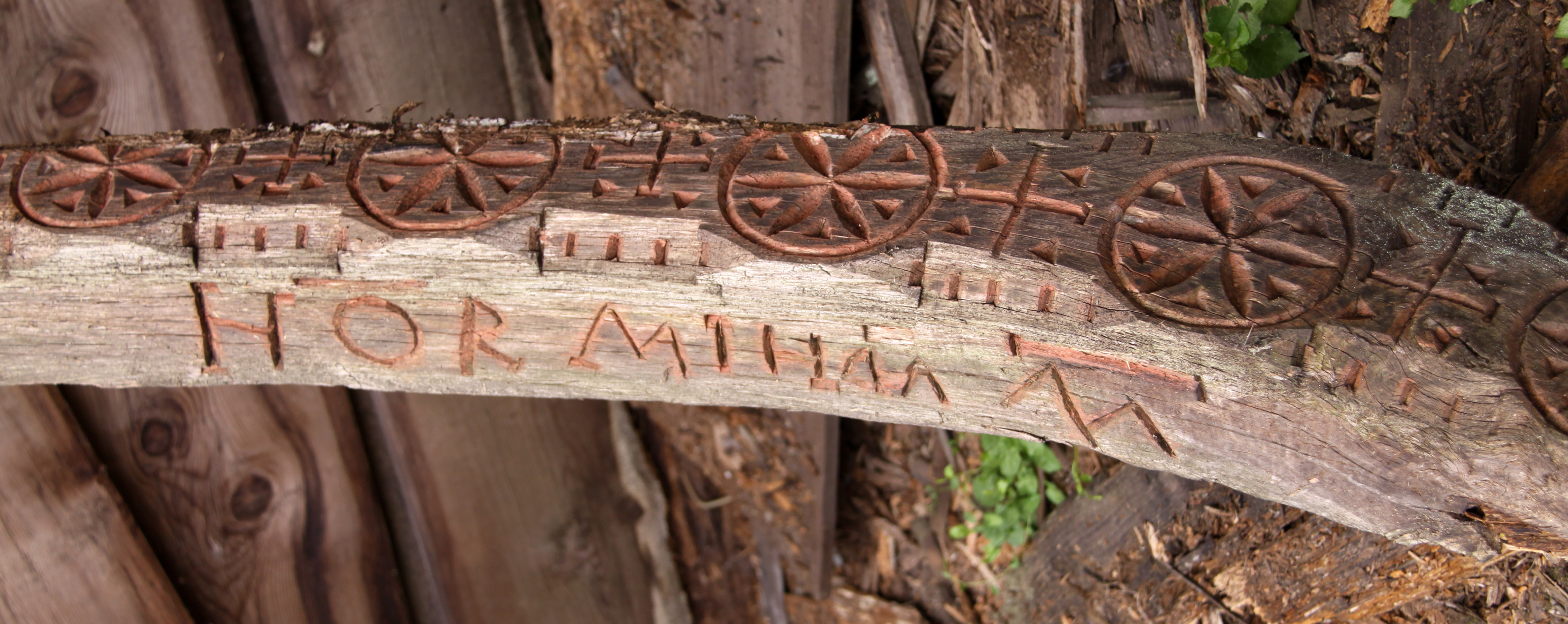
inscripție, fragment 1
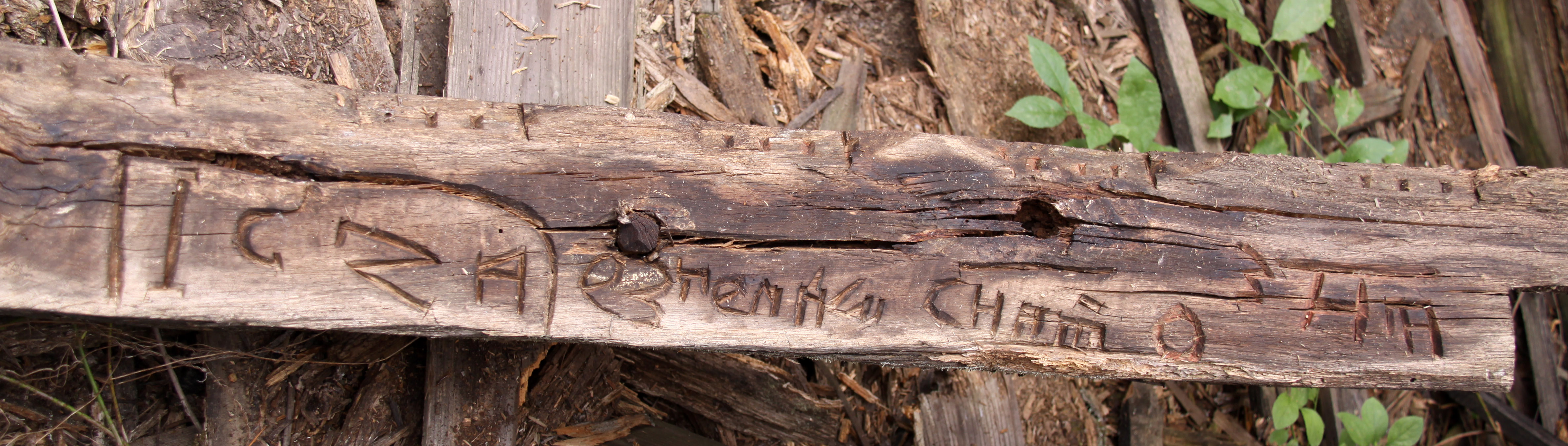
inscripție, fragment 2
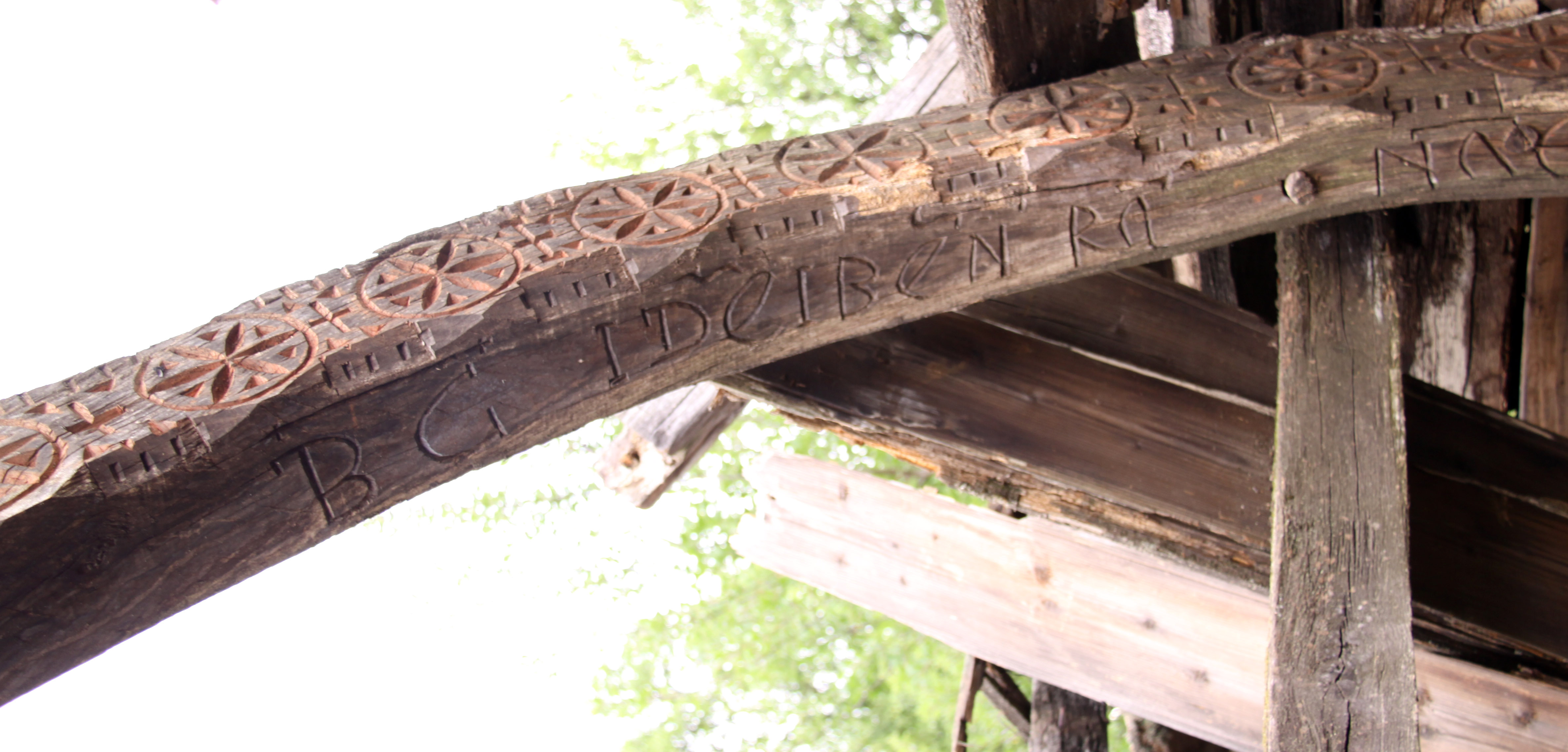
inscripție, fragment 3
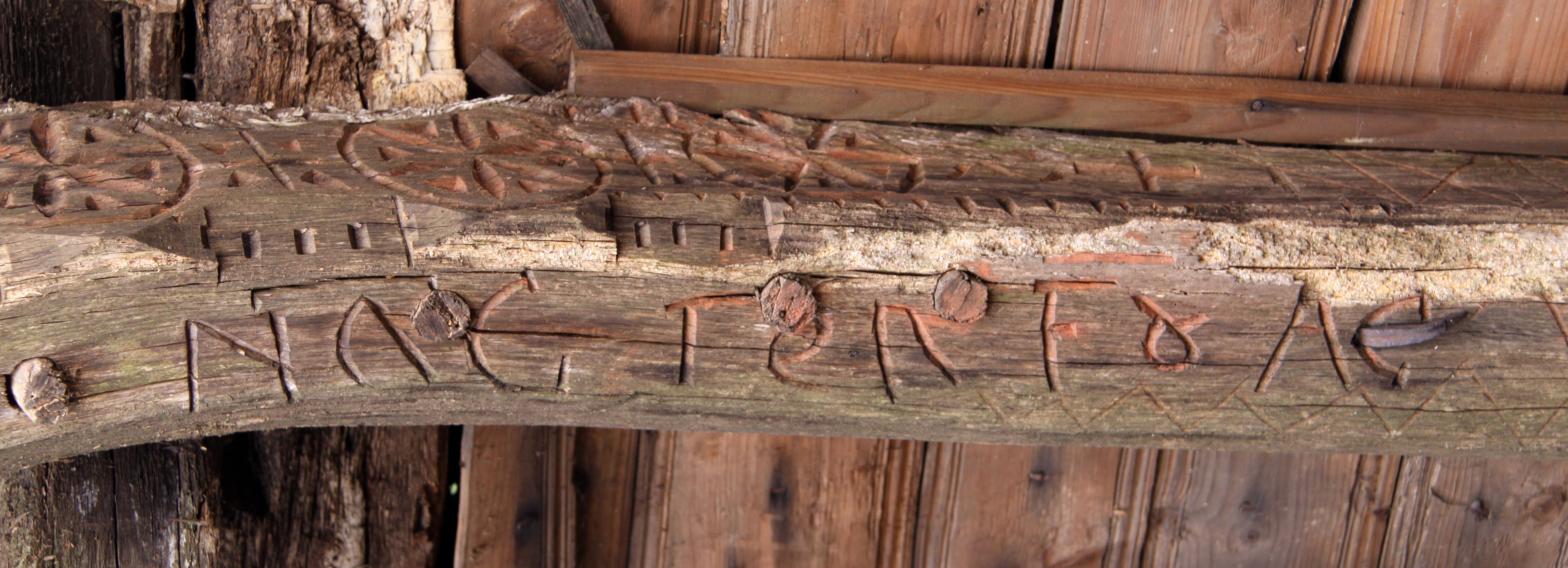
inscripție, fragment 4

Limba maghiară și amestecul de grafii trimite la un fenomen istoric ce a marcat românitatea ardeleană pe parcursul secolului 17. În această perioadă unele comunități românești din zonă au fost puternic influențate de calvinism. Din această privință inscripția apare drept un unicat în arhitectura sacrală de lemn din zonă și un important document de istorie și cultură transilvană. Acestea trebuiesc puse în corelație cu tehnica constructivă mixtă, mai puțin întâlnită, în care a fost ridicată.
Inscripția conține un an de datare, subliniat printr-o linie de delimitare împrejur. Conform acestei inscripții biserica a fost ridicată în anul 1624, „în zilele lui G[abriel] B[ethlen]”. Gabriel Bethlen a fost principele Transilvaniei între anii 1613-1629.
În 1967 se afla în stare de degradare avansată însă a fost salvată în extremis. Cu acea ocazie a fost demolat pronaosul și turnul, considerate a fi fost adăugiri ulterioare.
Părăsită din nou în ultimii ani, acoperișul și bolta ei s-au prăbușit în iarna dintre anii 2008-2009. Din biserică au mai rămas pereții, sub un morman de bârne și scânduri putrezite, acoperiți cu o folie protectoare în 29 august 2009, nu de Direcția Patrimoniu a Ministerului Culturii, ci de un grup de inimoși, la inițiativa Ordinului Arhitecților din România.

## Trăsături
Butea bisericii a fost ridicată din dulapi groși de până la 7-8 cm și lați până la 80-90 cm, încheiați în cheotori ca o ladă de zestre. Cheotorile sunt însă prea slabe și sunt întărite ici-colo cu scoabe de fier. Pe interior, această structură fragilă a fost căptușită cu scânduri bine finisate care să închidă vântul și frigul afară și să ofere un finisaj interior mai ridicat. Scândurile interioare sunt la rândul lor întărite de o structură de stâlpi care se ridicau din colțurile navei și median pe sub bolta semicilindrică. Toată nava este întărită median de o grindă tirant. 
În forma inițială, la care s-a revenit după restaurarea din 1967, biserica a avut doar un naos alungit și o absidă pătrată pentru altar. Lipsa pronaosului este neobișnuită bisericilor de lemn ortodoxe din secolul 17 în zonă. Modelul putea fi totuși preluat de la bisericile de zid din apropiere.

## Galerie de imagini

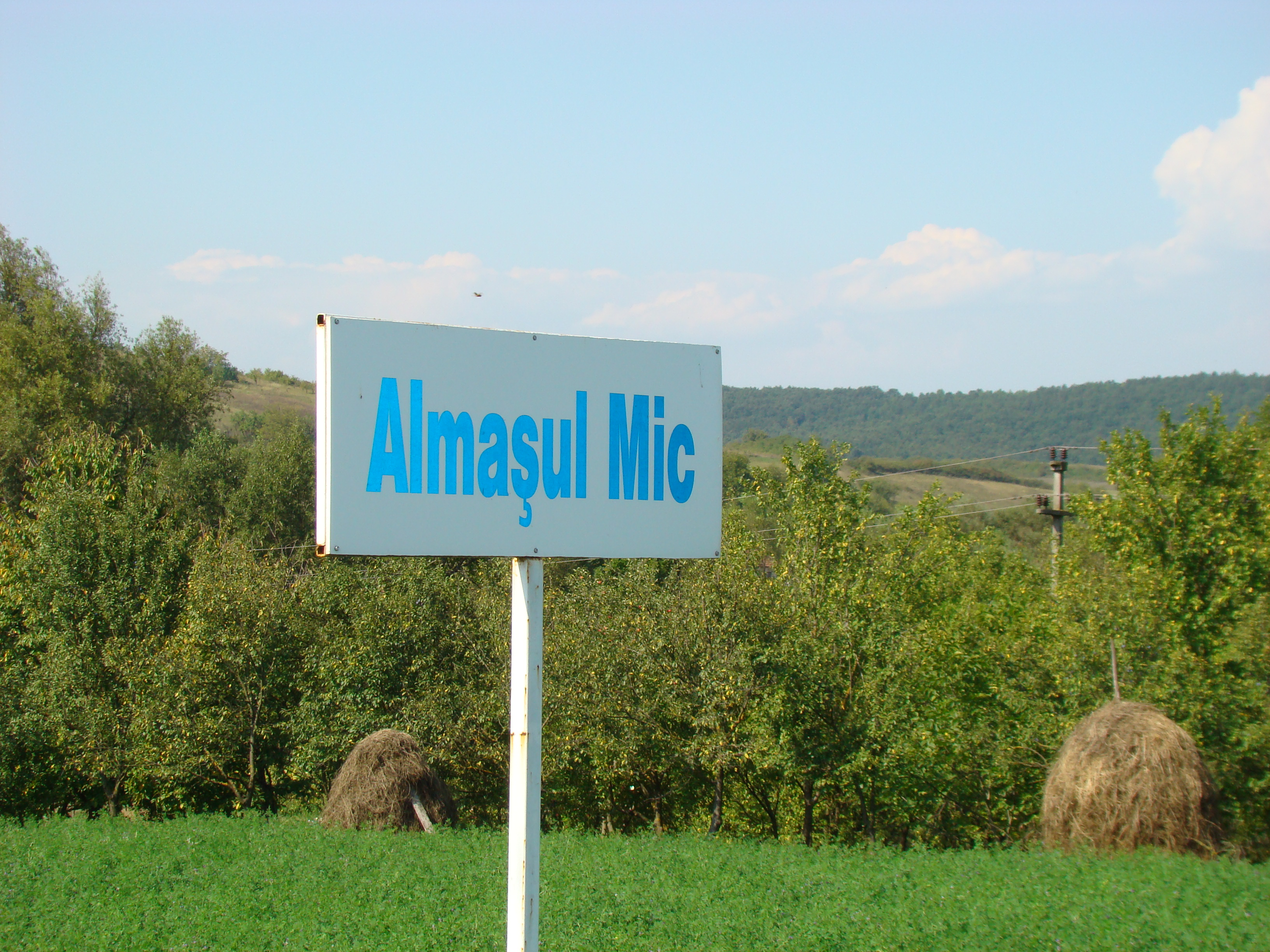
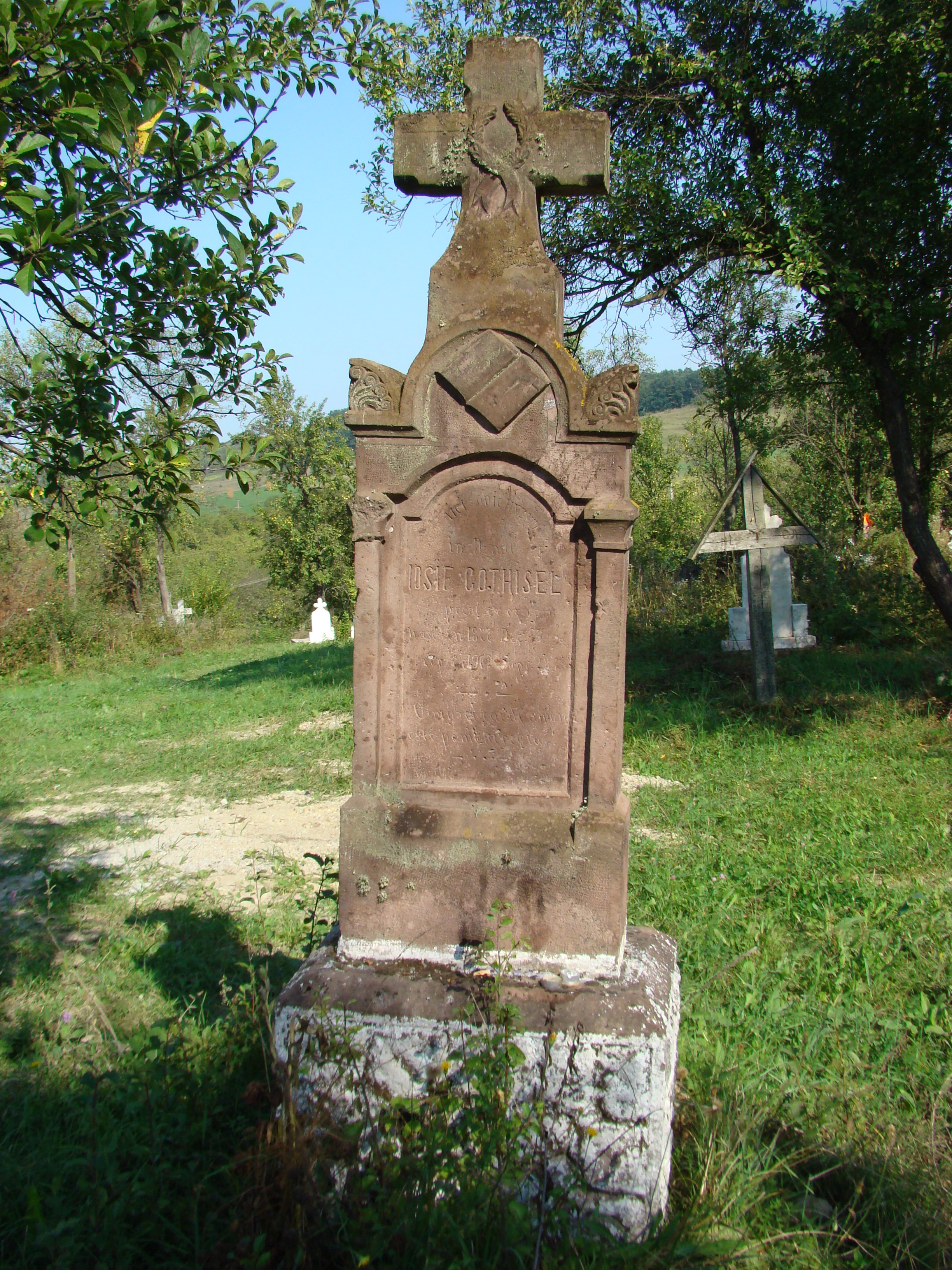
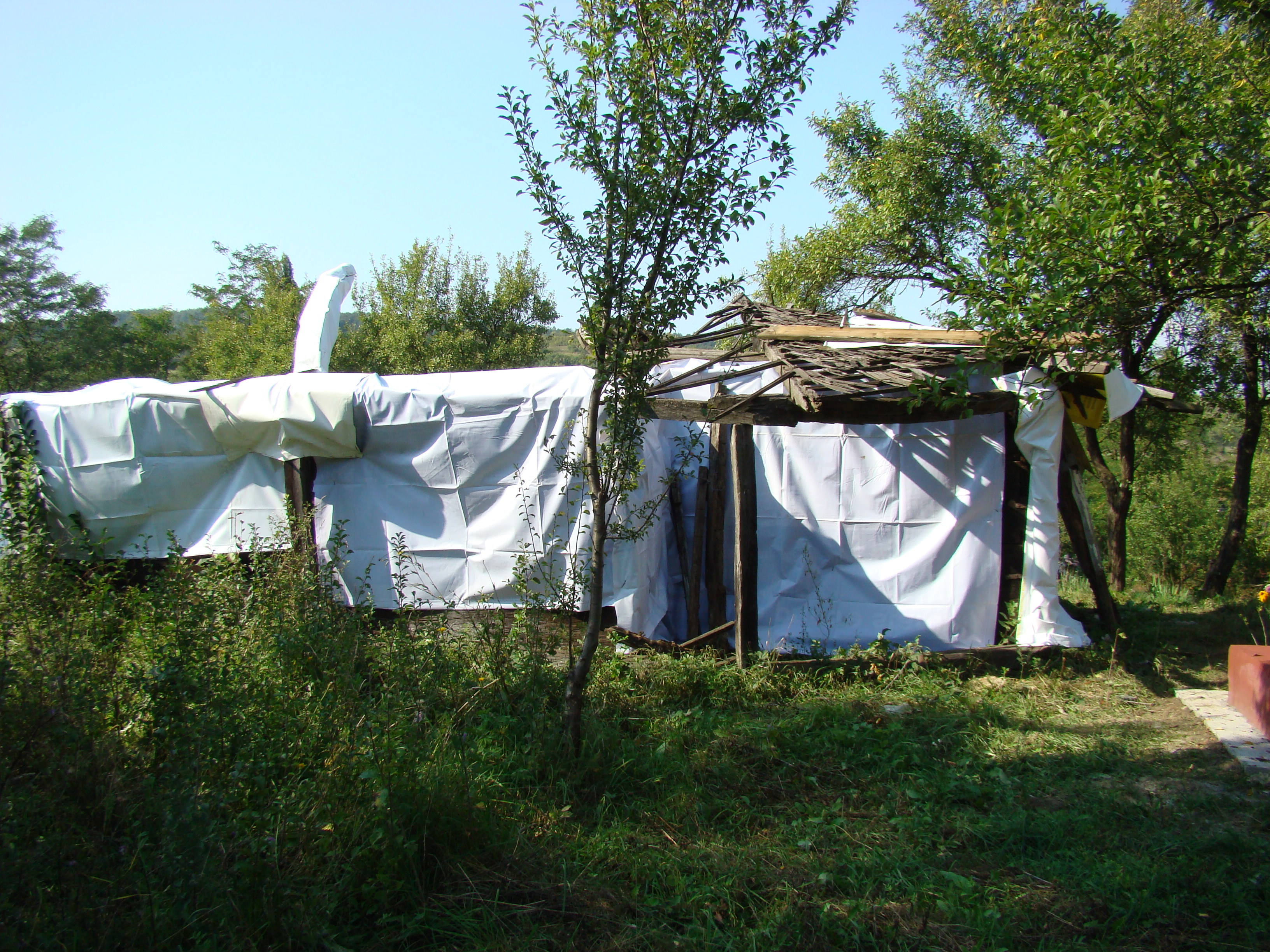
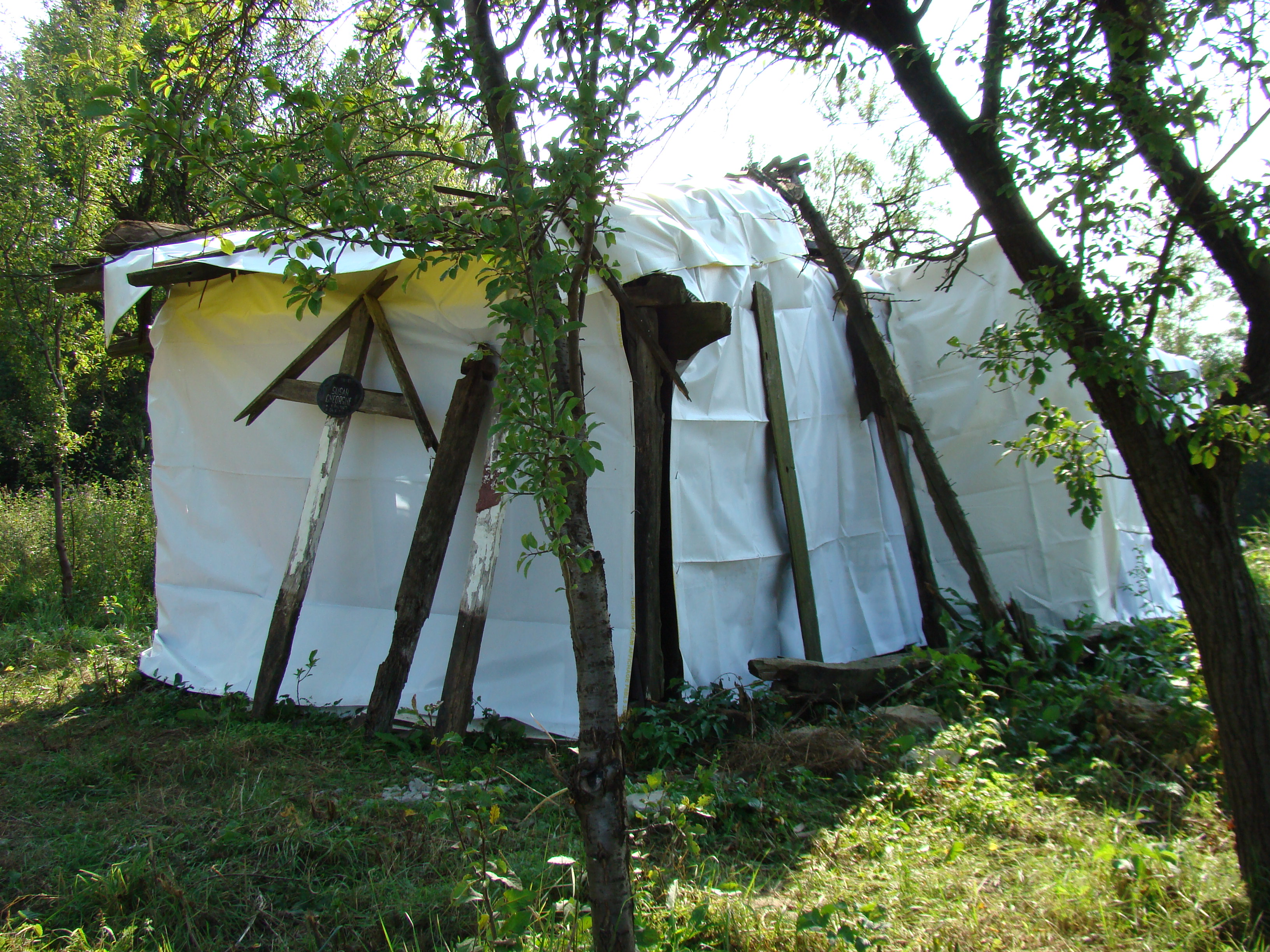
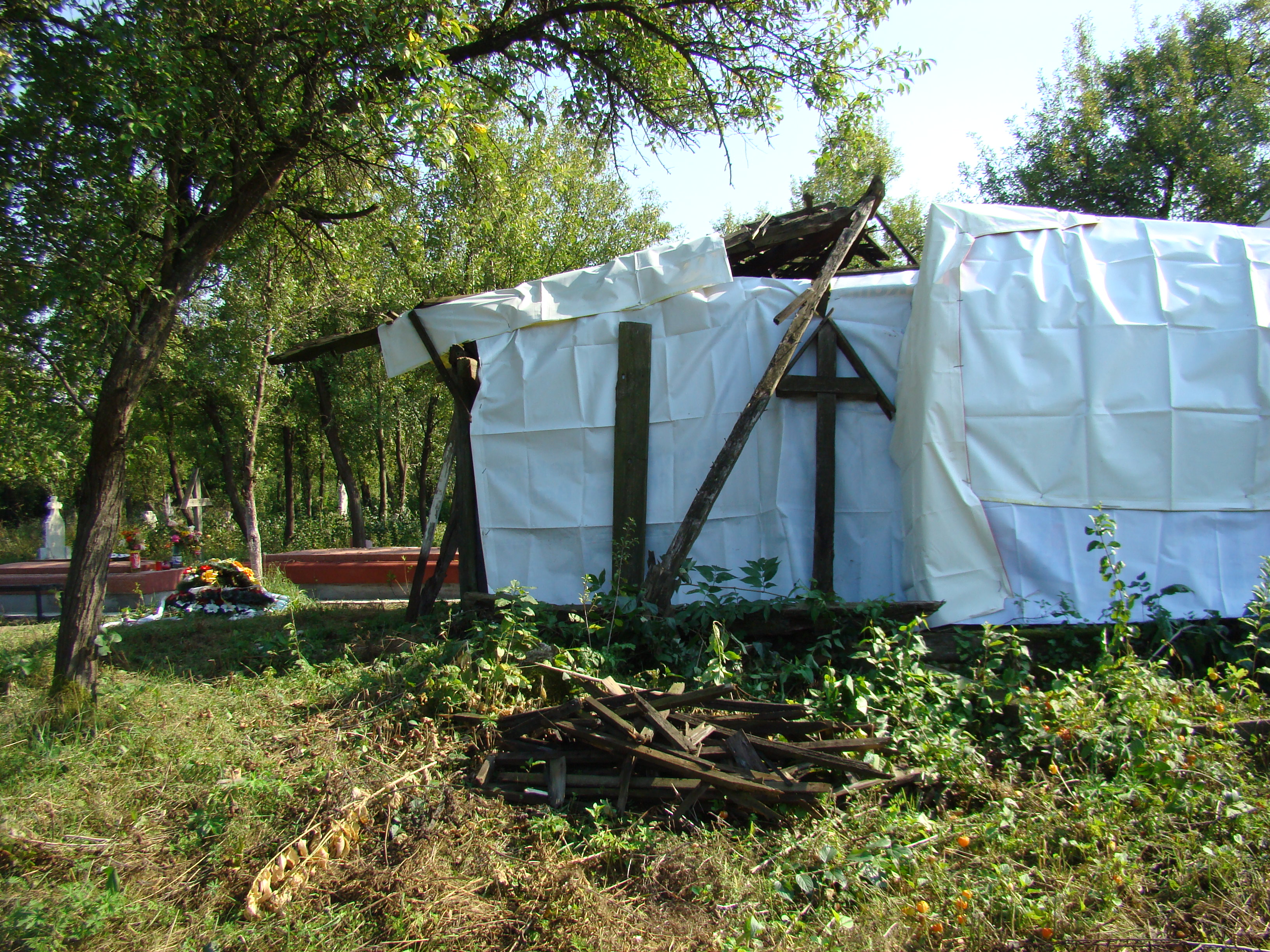
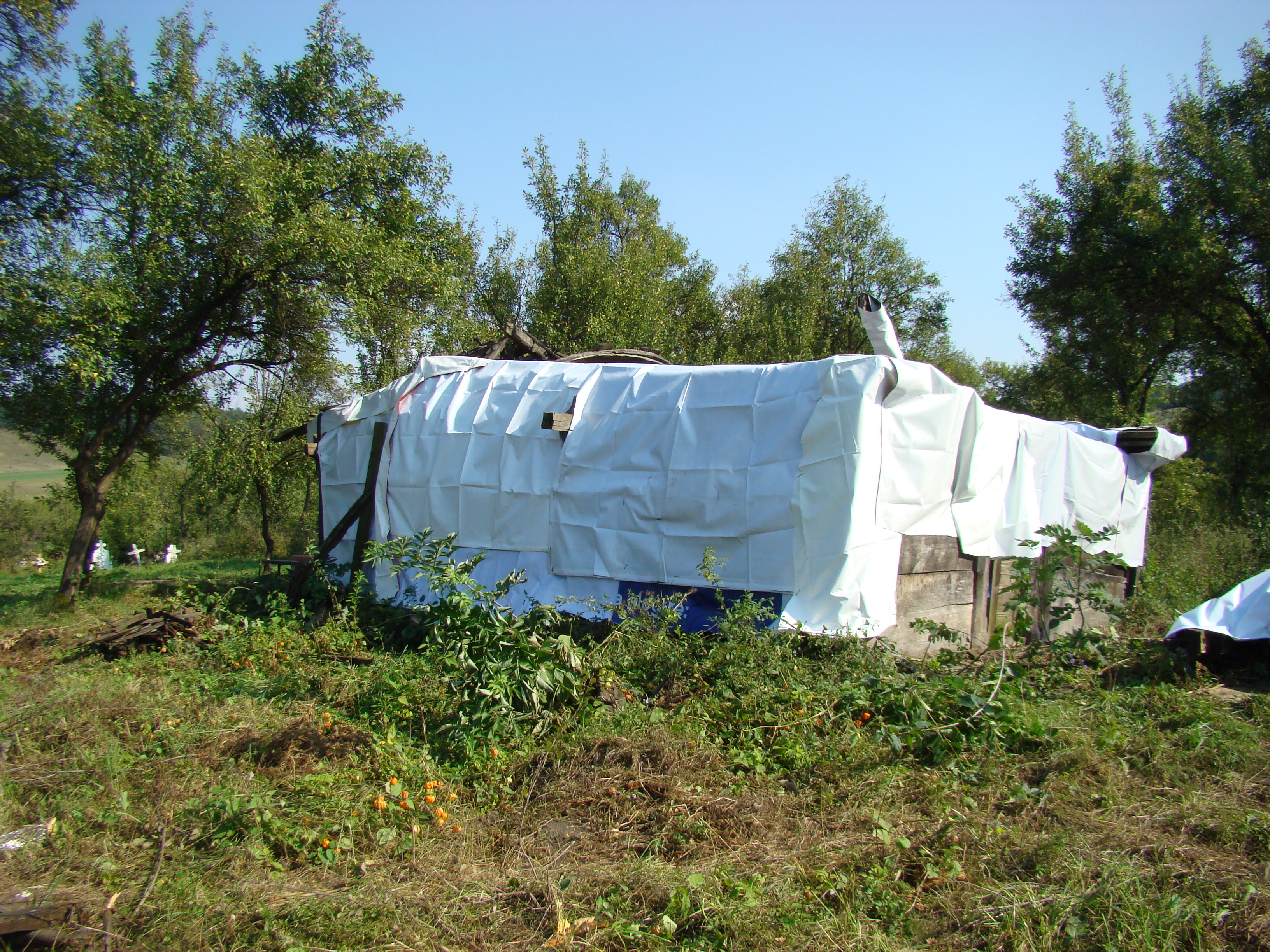
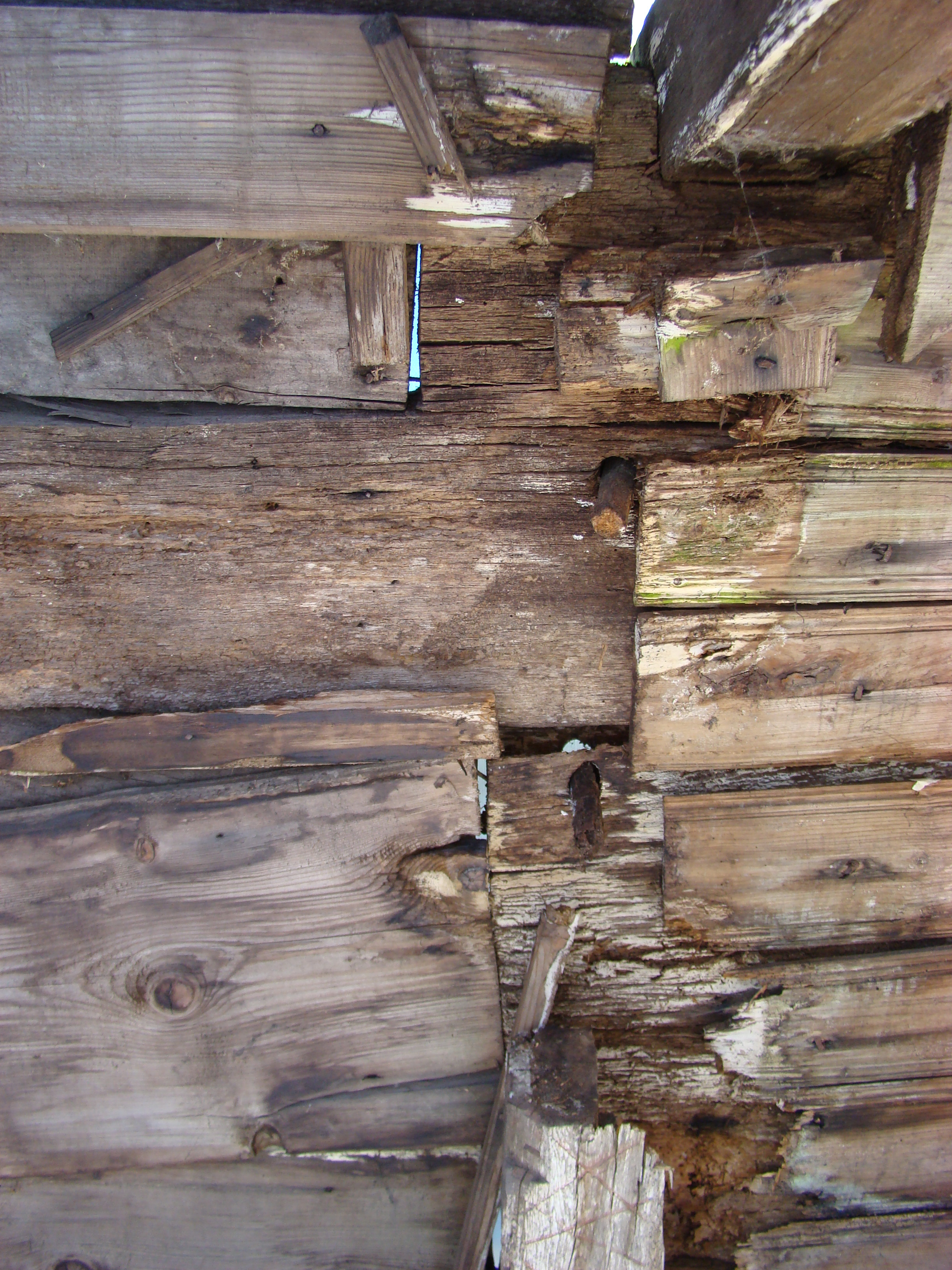
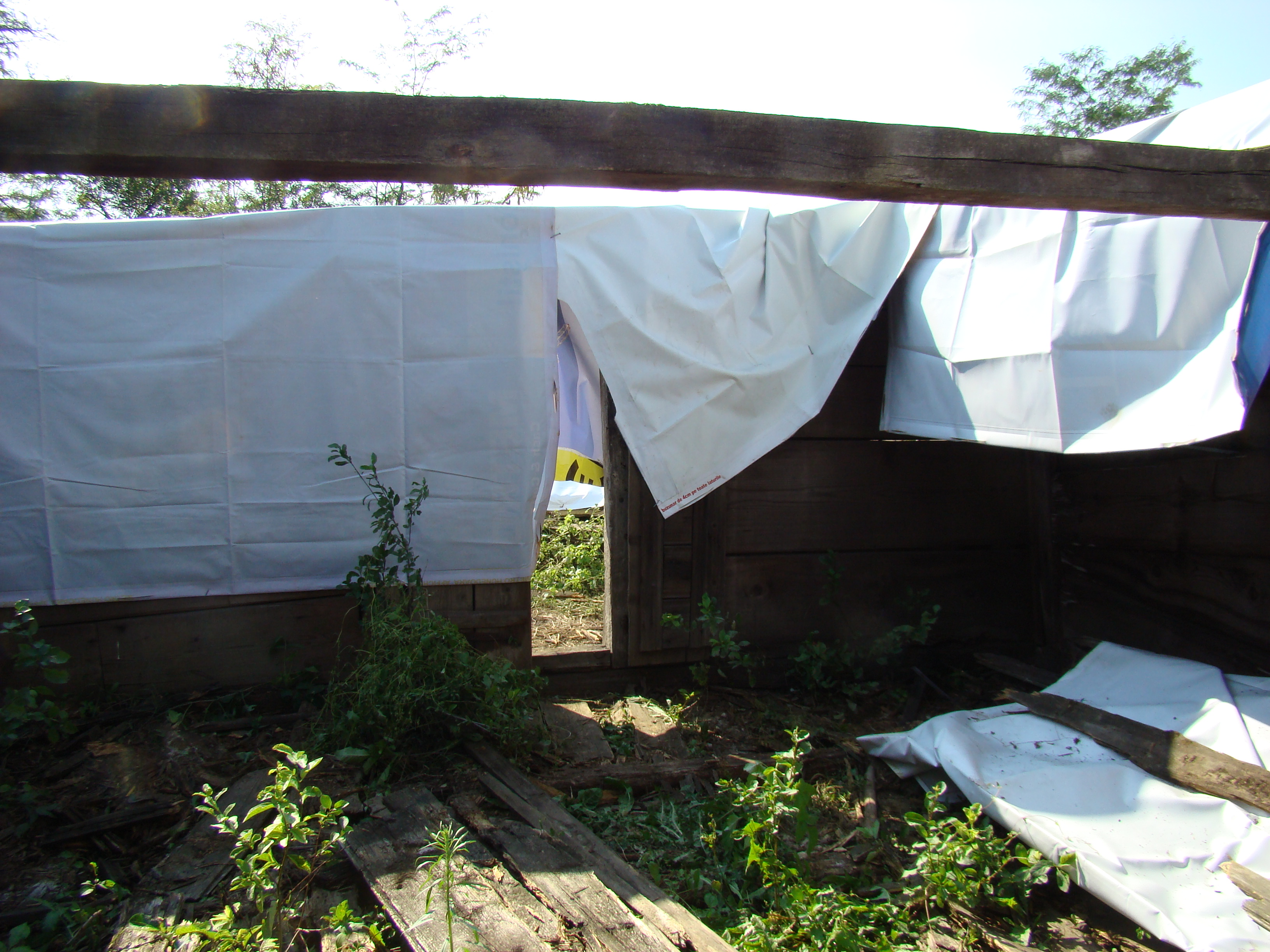
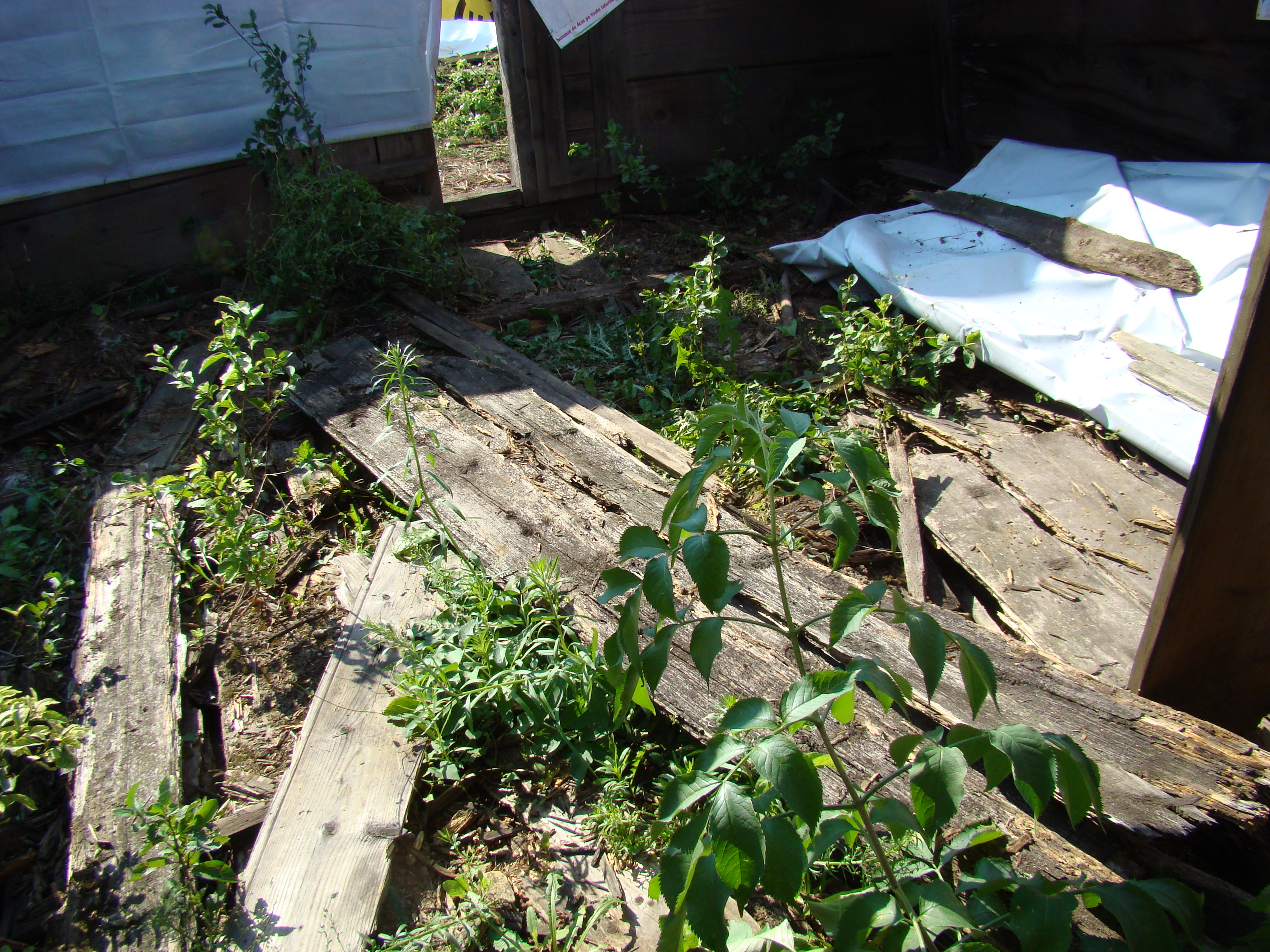
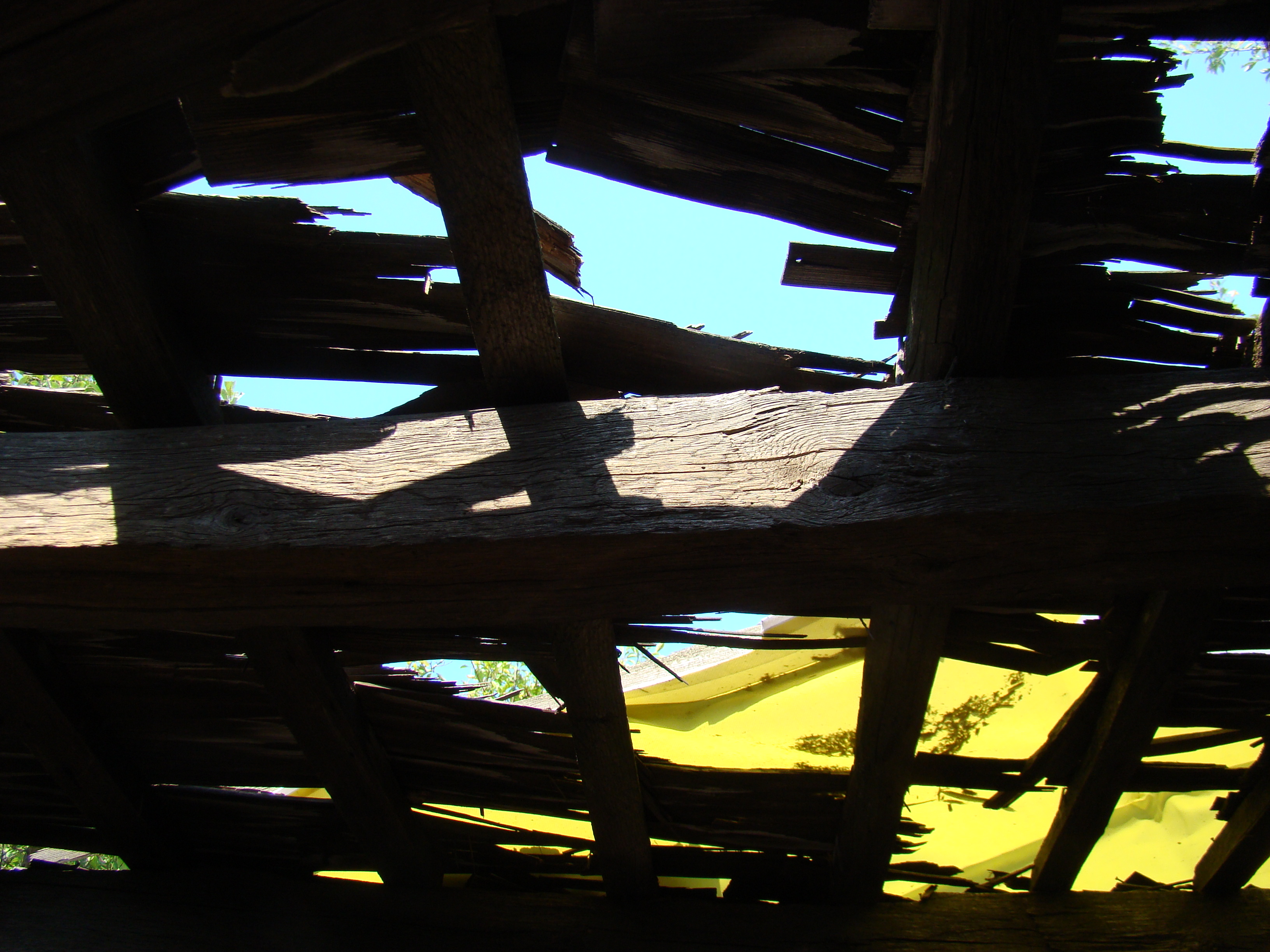
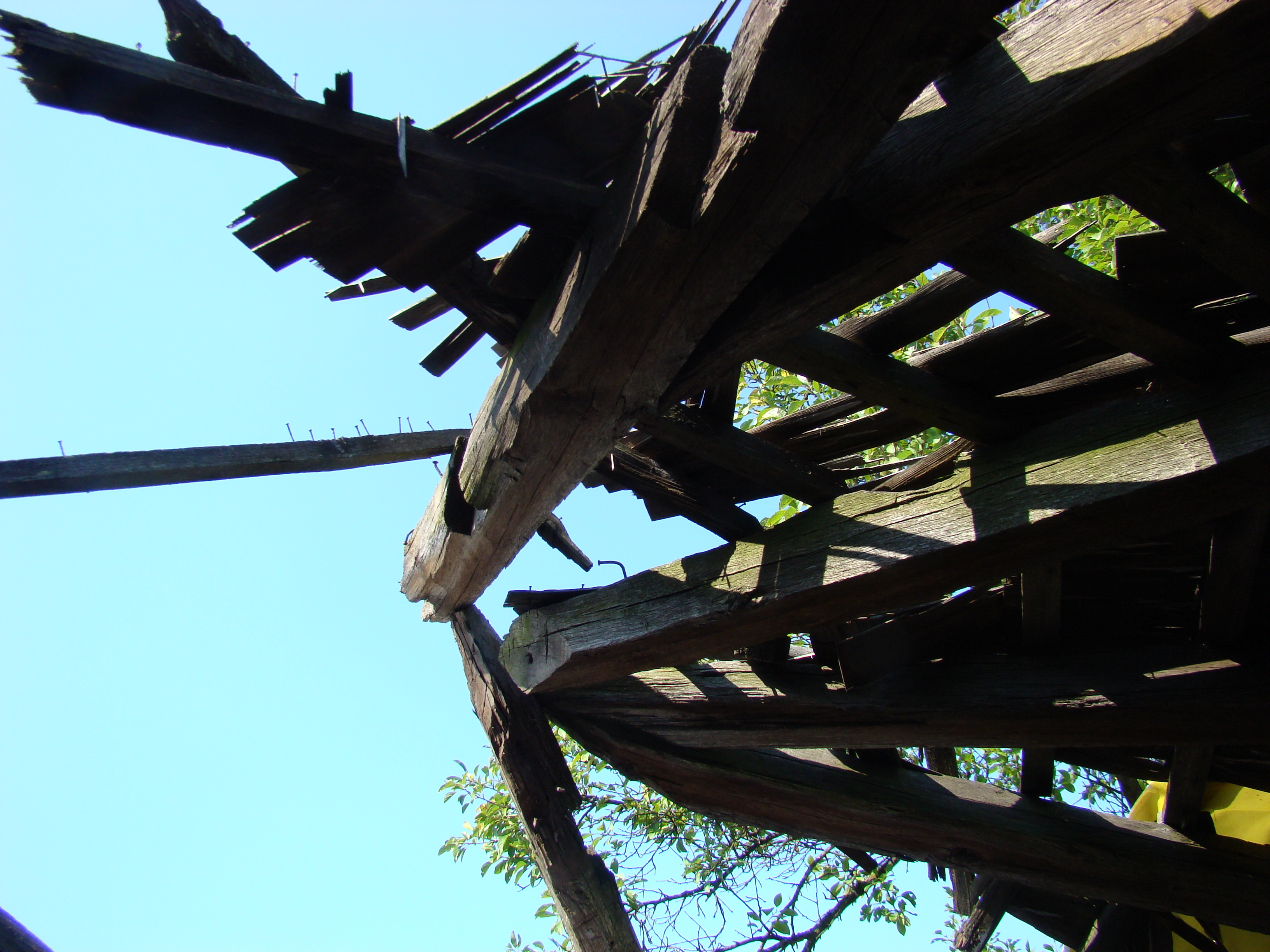
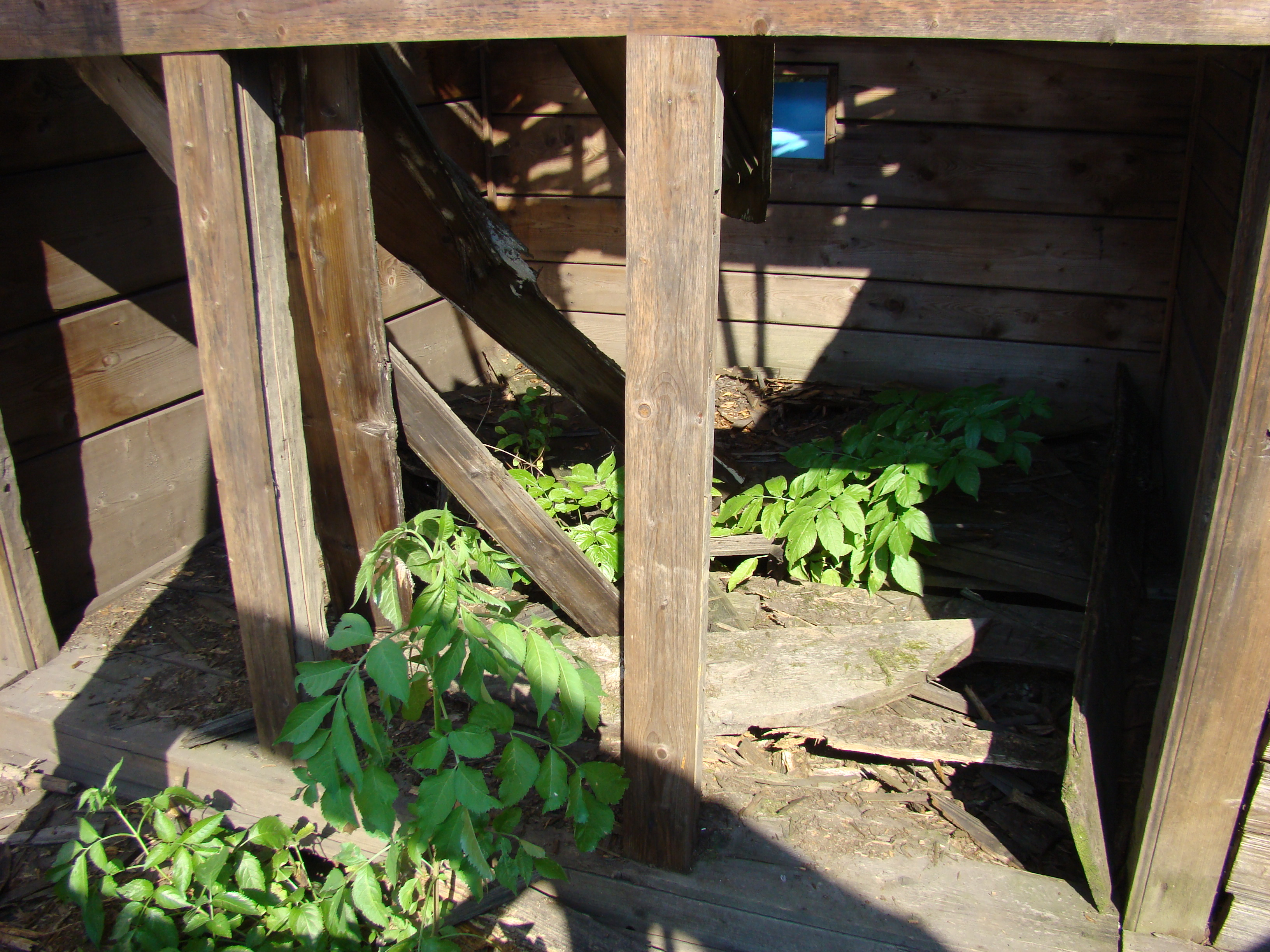
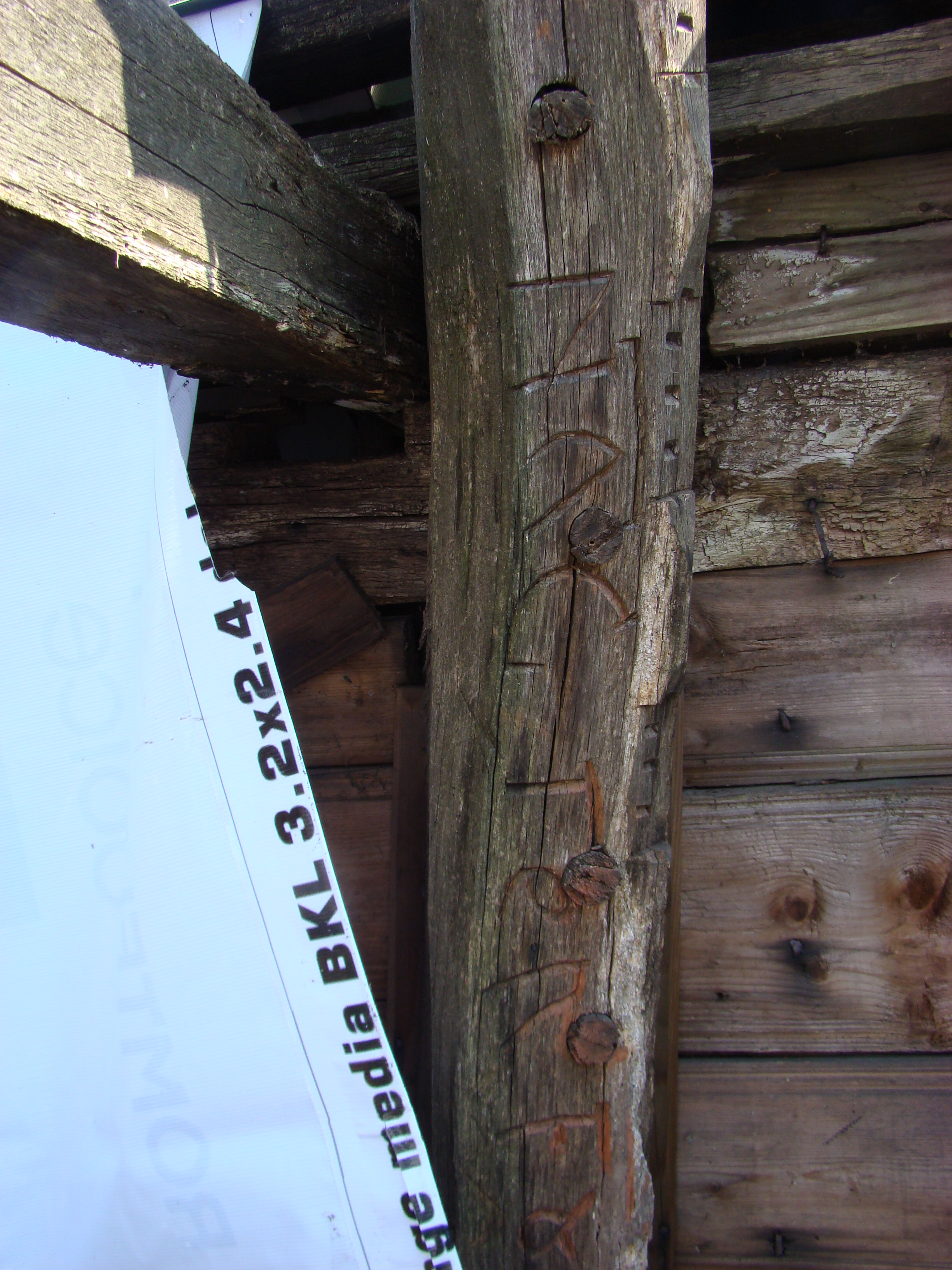
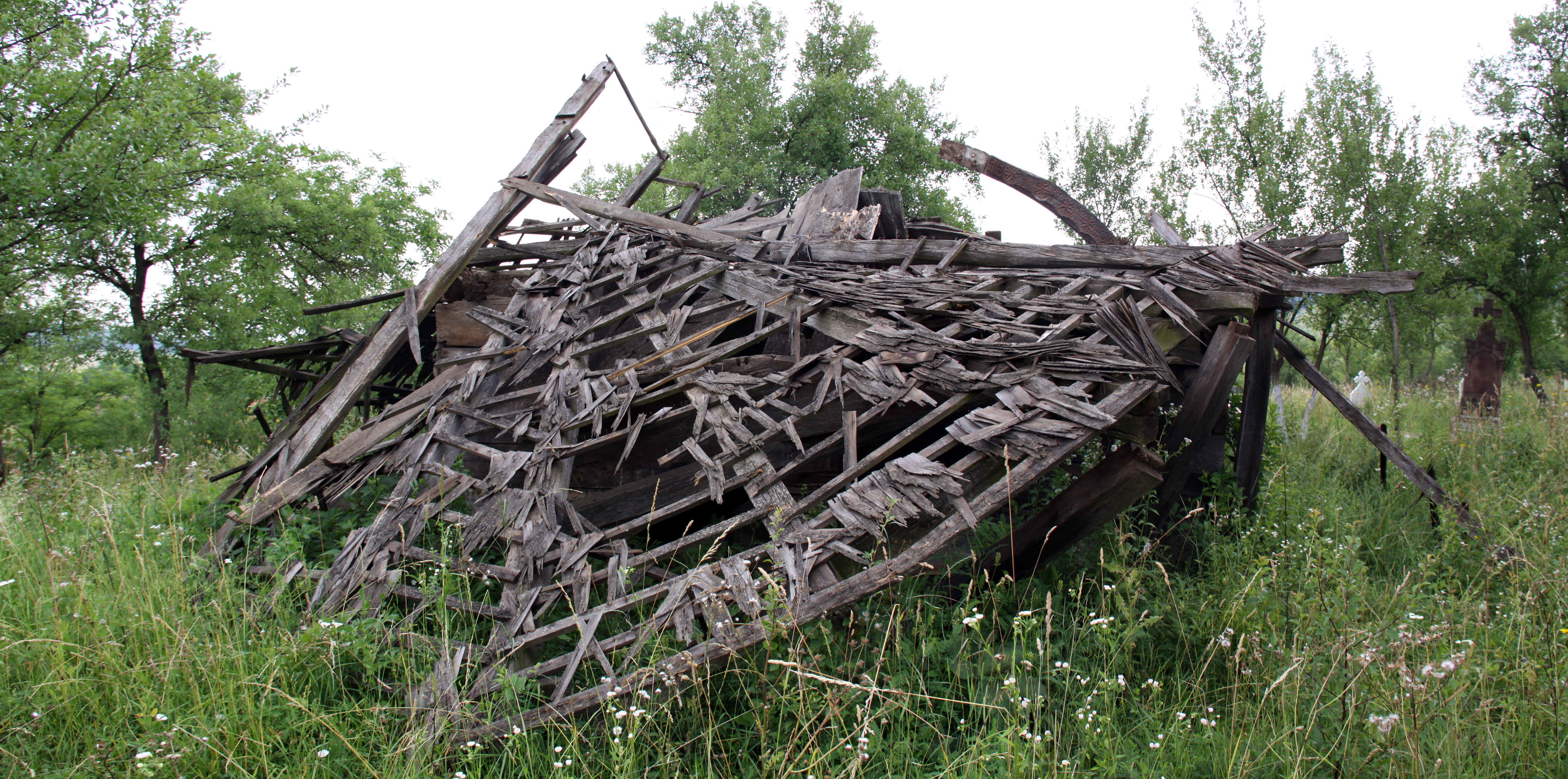
exterior
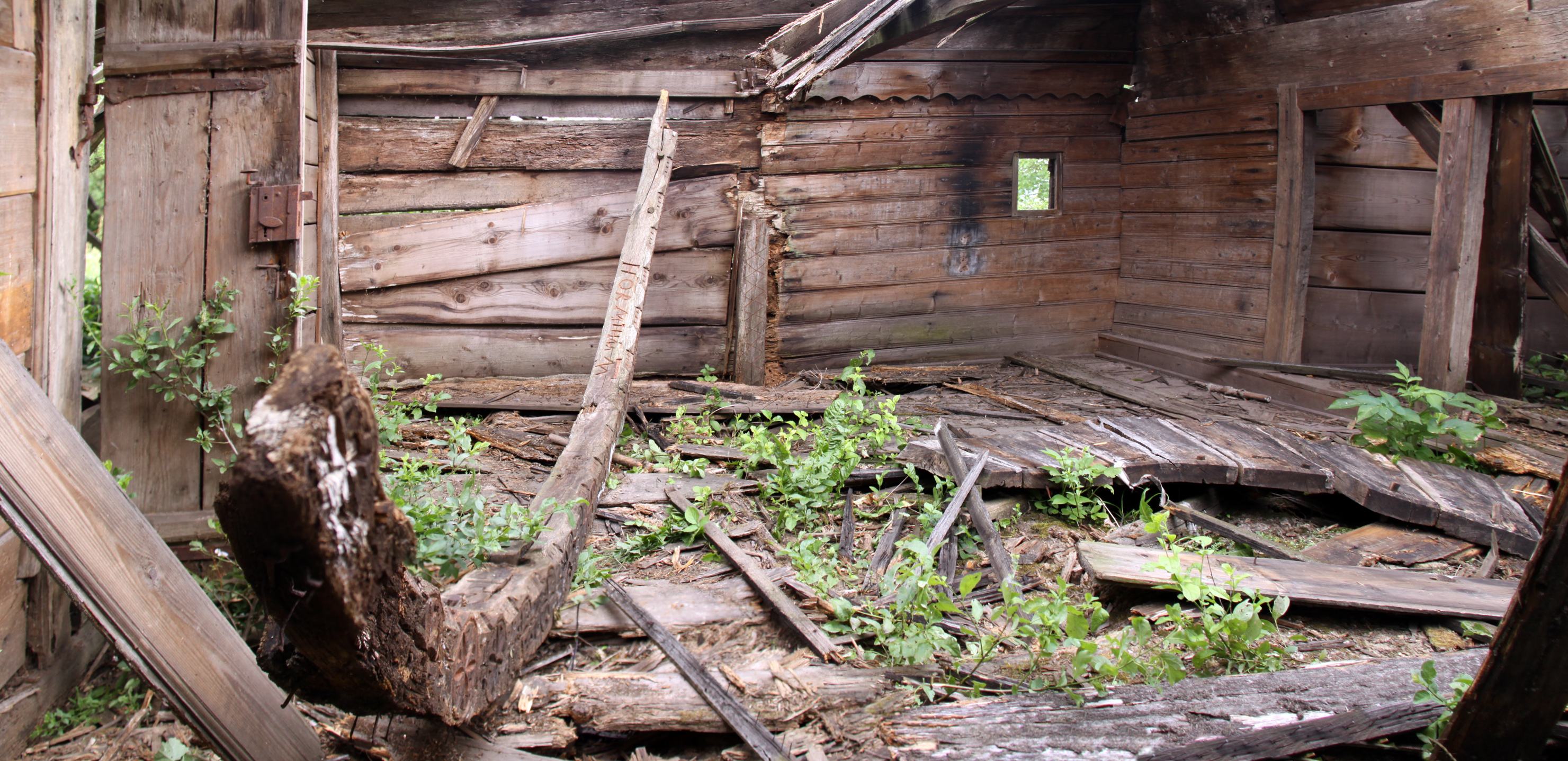
interior spre nord
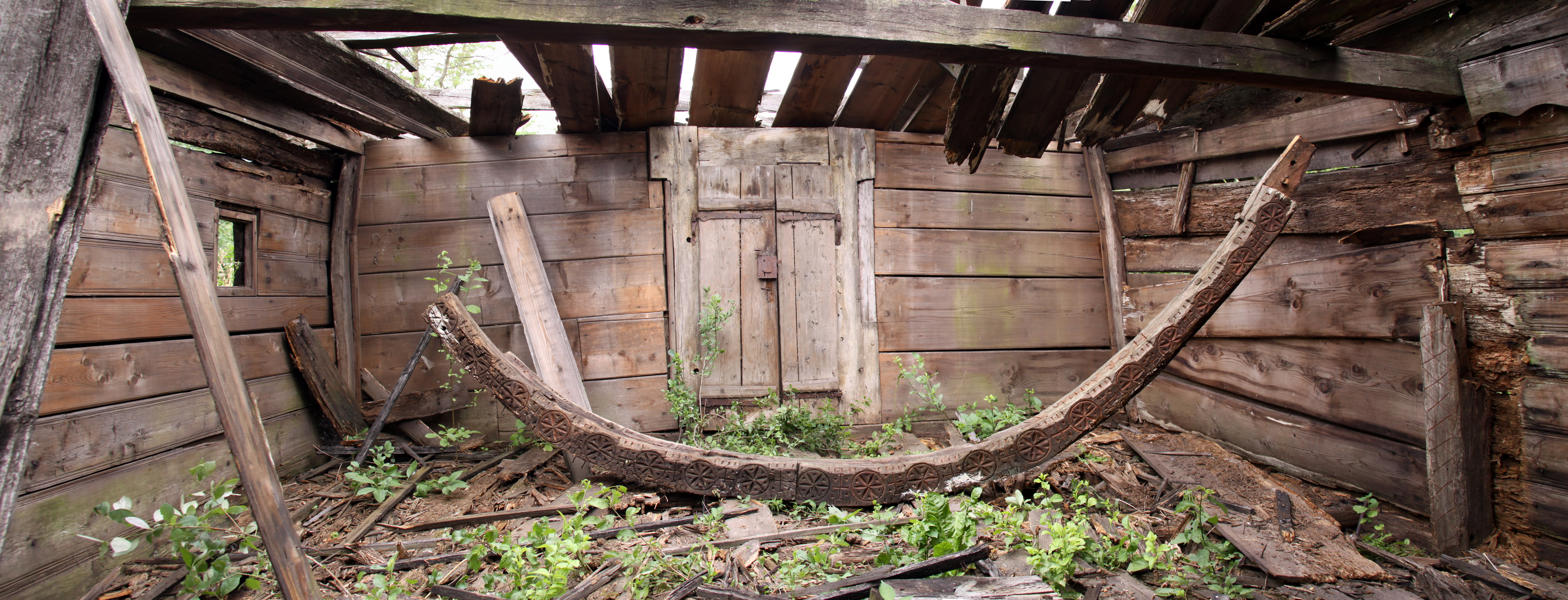
interior spre intrare
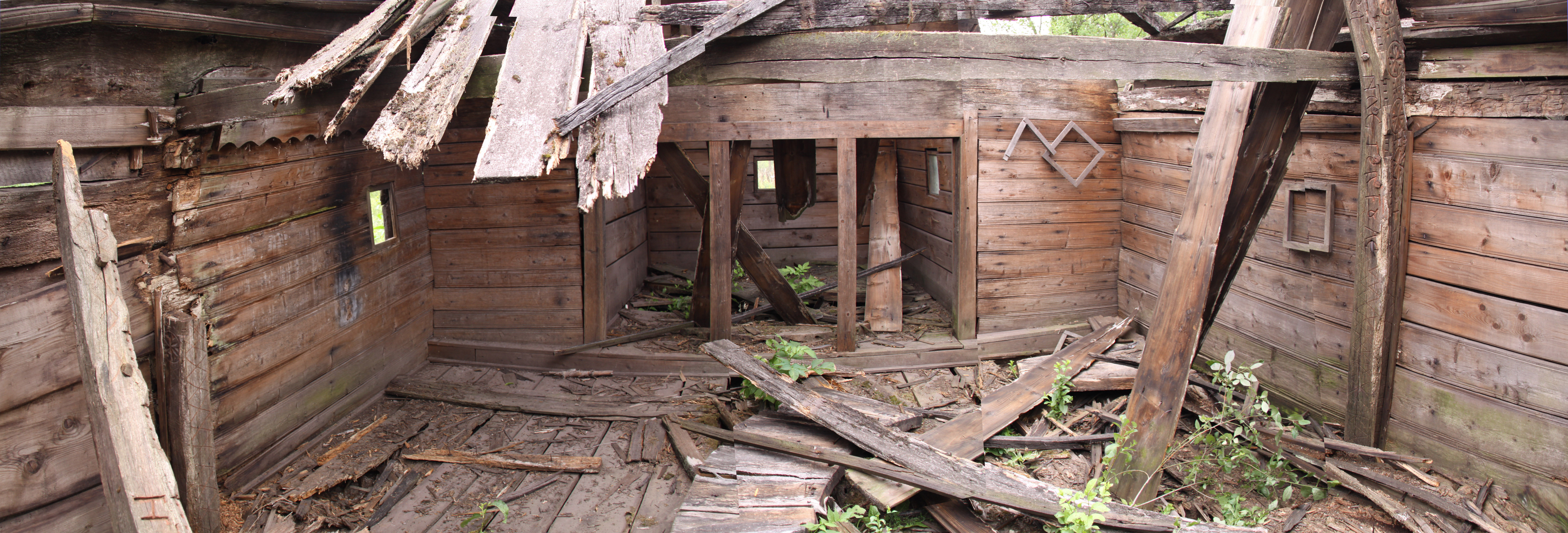
interior spre iconostas
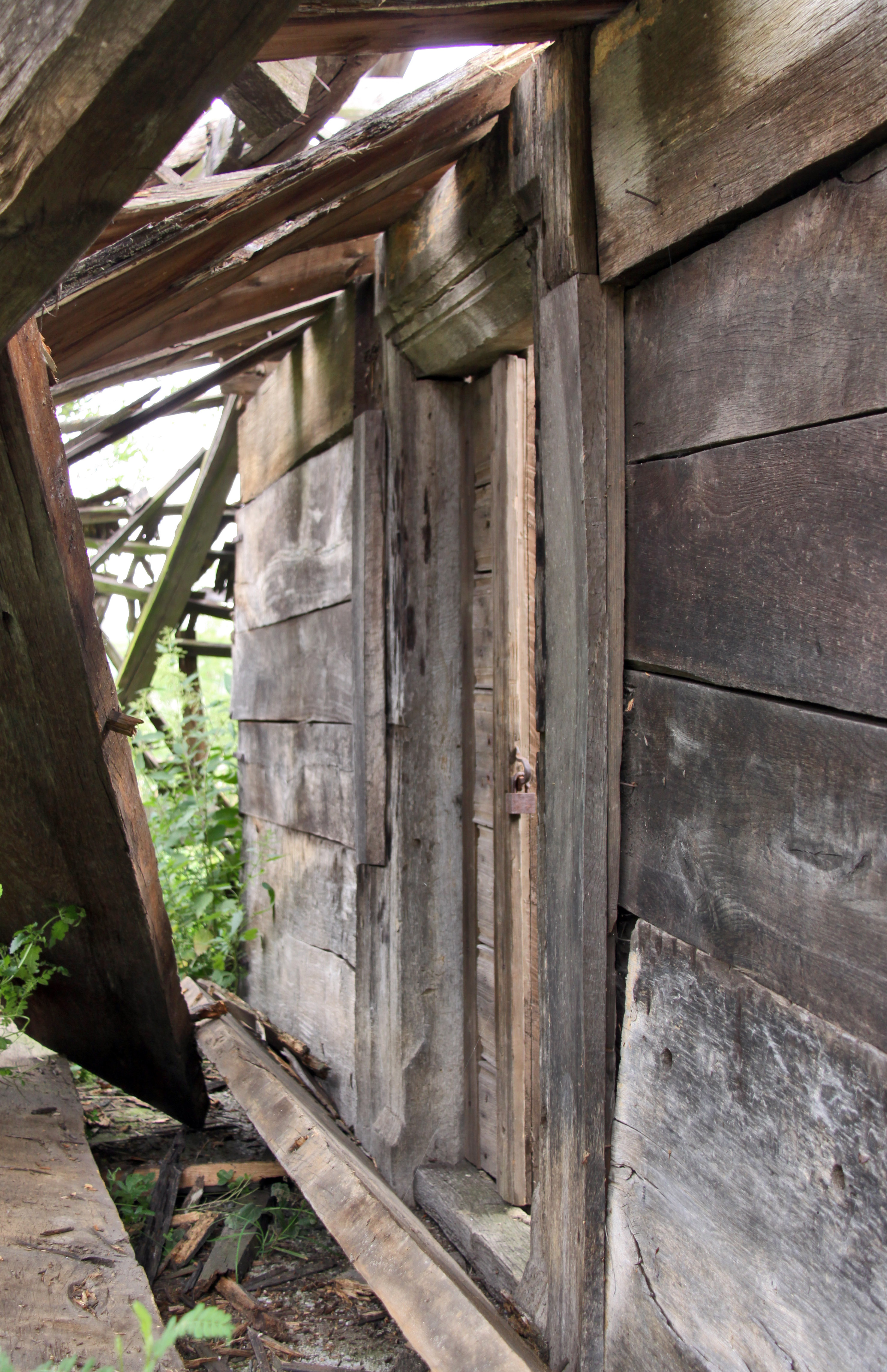
intrarea în biserică